# Londýn XI
Londýn XI, čili „londýnská jedenáctka“, byl fotbalový výběr, který byl vytvořen speciálně pro první ročník Veletržního poháru, který se konal tři roky, v letech 1955-58. Původní myšlenkou Veletržního poháru bylo, aby se utkávali zástupci měst, v nichž se konají velké veletrhy. Do prvního ročníku některá města tedy vyslala jakési městské reprezentace tvořené hráči různých klubů. Byl mezi nimi i Londýn, jehož výběr sestavil kouč Chelsea Joe Mears, a to ze zástupců jedenácti londýnských klubů: Arsenalu, Brentfordu, Charlton Athletic, Chelsea, Crystal Palace, Fulhamu, Leyton Orient, Millwallu, Queens Park Rangers, Tottenham Hotspur a West Ham United.
Některá města ovšem pověřila reprezentací města konkrétní klub (v prvním ročníku např. FC Barcelona, Birmingham City, Inter Milán, Lausanne Sports). Tento princip časem převládl a Veletržní pohár se změnil v klubovou soutěž. Londýn svou reprezentací pověřil od druhého ročníku také vždy již pouze konkrétní kluby (ve 2. ročníku to byla Chelsea). Londýnská XI v prvním ročníku uspěla, probojovala se až do finále, kde podlehla FC Barcelona.

## Účast v evropských pohárech
| Ročník  | Soutěž          | Kolo               | Klub            | Doma | Venku | Celkem |
| ------- | --------------- | ------------------ | --------------- | ---- | ----- | ------ |
| 1955/58 | Veletržní pohár | Základní skupina D | Basilej XI      | 1:0  | 5:0   |        |
| 1955/58 | Veletržní pohár | Základní skupina D | Frankfurt XI    | 3:2  | 0:1   |        |
| 1955/58 | Veletržní pohár | Semifinále         | Lausanne Sports | 2:0  | 1:2   | 3:2    |
| 1955/58 | Veletržní pohár | Finále             | FC Barcelona    | 2:2  | 0:6   | 2:8    |